# آي كان ترانسفروم يو
آي كان ترانسفروم يو (بالإنجليزية: I Can Transform Ya)‏ ومعناها استطيع التحول لك,هي أغنية غناها كريس براون وصدرت كأول أغنية منفردة له من البومه غرافتي.الأغنية بالاشتراك مع ليل واين وسويز بيتز,الذي انتج الأغنية أيضاًً.
الأغنية بها استناد قوي لقصة فلم المتحولون أو الترانسفورنرز. ومرجح ان تكون مستوحاه فلام شباك التذاكر الناجحة المتحولون والمتحولون : انتقام المهزومين.